# ダヴィデとゴリアテの首
『ダヴィデとゴリアテの首』(ダヴィデとゴリアテのくび、伊: David con la testa di Golia、英: David with the Head of Goliath）は、イタリアのルネサンス期の画家アンドレア・デル・カスターニョが板に貼られた皮に描いたテンペラ画である。作品のサイズは115.5 x 76.5センチで、ワシントンのナショナル・ギャラリーのコレクションにある。

## 分析
絵画は、おそらく馬上槍試合または競技会に先立つ行列用の盾として使用するために構想された。他の行列用の盾とは異なり、紋章や装飾的なデザインではなく、聖書の場面（ダヴィデがゴリアテを殺す場面）が描かれている。他にもルネサンス期の装飾的な盾は現存しているが、本作は大画家による現存する唯一の盾である。
ダヴィデは、ゴリアテと戦う場面で描かれているが、ゴリアテはすでに殺されており、その首はダヴィデの足元に転がっている。つまり行動と行動の結果が同時に描かれている。出来事の順序からすれば不合理なことであるが、当時の人々にとっては問題はなかった。絵画は象徴的なものだからである。青年ダヴィデの活力に満ちた英雄的生命力は、ロマン主義のテオドール・ジェリコーやウジェーヌ・ドラクロワの先駆けである。